# سنجاب درختی آفریقایی
سنجاب درختی آفریقایی (نام علمی: Protoxerini) نام یک تبار از تیره سنجابان است.

## سرده‌ها
سنجاب نخلی غربی (تک گونه)

سنجاب نواری آفریقایی (۹ گونه)

سنجاب آفتاب (۶ گونه)

سنجاب کوتوله آفریقایی (تک گونه)

سنجاب بوته‌ای آفریقایی (۱۱ گونه)

سنجاب غول‌پیکر آفریقایی (۲ گونه)